# Li (confucianismo)
Li (en en chino tradicional, 禮; en chino simplificado, 礼; pinyin, lǐ) es un término clásico del idioma chino utilizado en la filosofía china, particularmente dentro del confucianismo. 
Li no engloba un objeto definitivo, sino más bien una idea algo abstracta y, como tal, se puede traducir de diferentes maneras. Originalmente significaba un sacrificio religioso, pero ha llegado a significar ceremonia, ritual, decoro, reglas de propiedad, buenas formas, buenas costumbres, moralidad, e incluso ha sido equiparado con la Ley Natural.

## Ritos
Los ritos li no son ritos en la concepción occidental de las costumbres religiosas. Más bien, li encarna todo el espectro de interacción con los seres humanos, la naturaleza, e incluso los objetos materiales. Confucio incluye en sus discusiones de li temas tan diversos como el aprendizaje, el beber té, los títulos, el duelo y la gobernanza. Xun Zi cita como partes vitales de la estructura de li: "canciones y risas, lloros y lamentaciones ... arroz y mijo, pescado y carne ... el uso de tocados ceremoniales, vestimentas bordadas y sedas con diferentes motivos, o ropa de ayuno y ropa de luto ... habitaciones no espaciosas y salas no muy aisladas, asientos, suelos y alfombras duras".
Los ritos se apoyan en tres pilares de tal forma que si faltara cualquiera de ellos, no existirían los hombres o no podrían vivir en paz: el cielo y la tierra, fuente de toda vida; los antepasados, fuente de los seres humanos y los soberanos y maestros, fuente del gobierno. Por eso, los ritos han de servir al cielo y a la tierra y deben honrar a los antepasados y ensalzar a los soberanos y maestros.

## Aproximaciones a li
Li comprende las normas de un comportamiento social adecuado, tal como fue enseñada por los padres, ancianos de las aldeas y funcionarios del gobierno. Las enseñanzas del li promueven ideales como la piedad filial, la fraternidad, la rectitud, la buena fe y la lealtad. La influencia del li guio expectativas públicas, tales como la lealtad a los superiores y el respeto a los ancianos de la comunidad.
Continuando con el énfasis en la comunidad, el seguimiento del li incluye la internalización de la acción, que a la vez produce el reconfortante sentimiento de la tradición y permite estar más abiertos a las sensaciones de la experiencia. Pero también debe mantener una práctica saludable de altruismo, tanto en las propias acciones como en el ejemplo apropiado que se establece con los hermanos. Los acercamientos conjuntos en la comunidad y los personales demuestran cómo el li impregna todas las cosas, lo amplió y lo detallado, lo bueno y lo malo, la forma y la falta de forma. Esta es la realización completa del li.
Los rituales y prácticas li son de naturaleza dinámica. Las prácticas li han sido revisadas y evaluadas a lo largo del tiempo para reflejar las opiniones emergentes y las creencias encontradas en la sociedad. Aunque estas prácticas pueden cambiar, ocurre muy lentamente, por lo que los ideales fundamentales permanecen en el núcleo del li, que en gran medida se relacionan con el orden social.